# Franz Xaver Tobisch

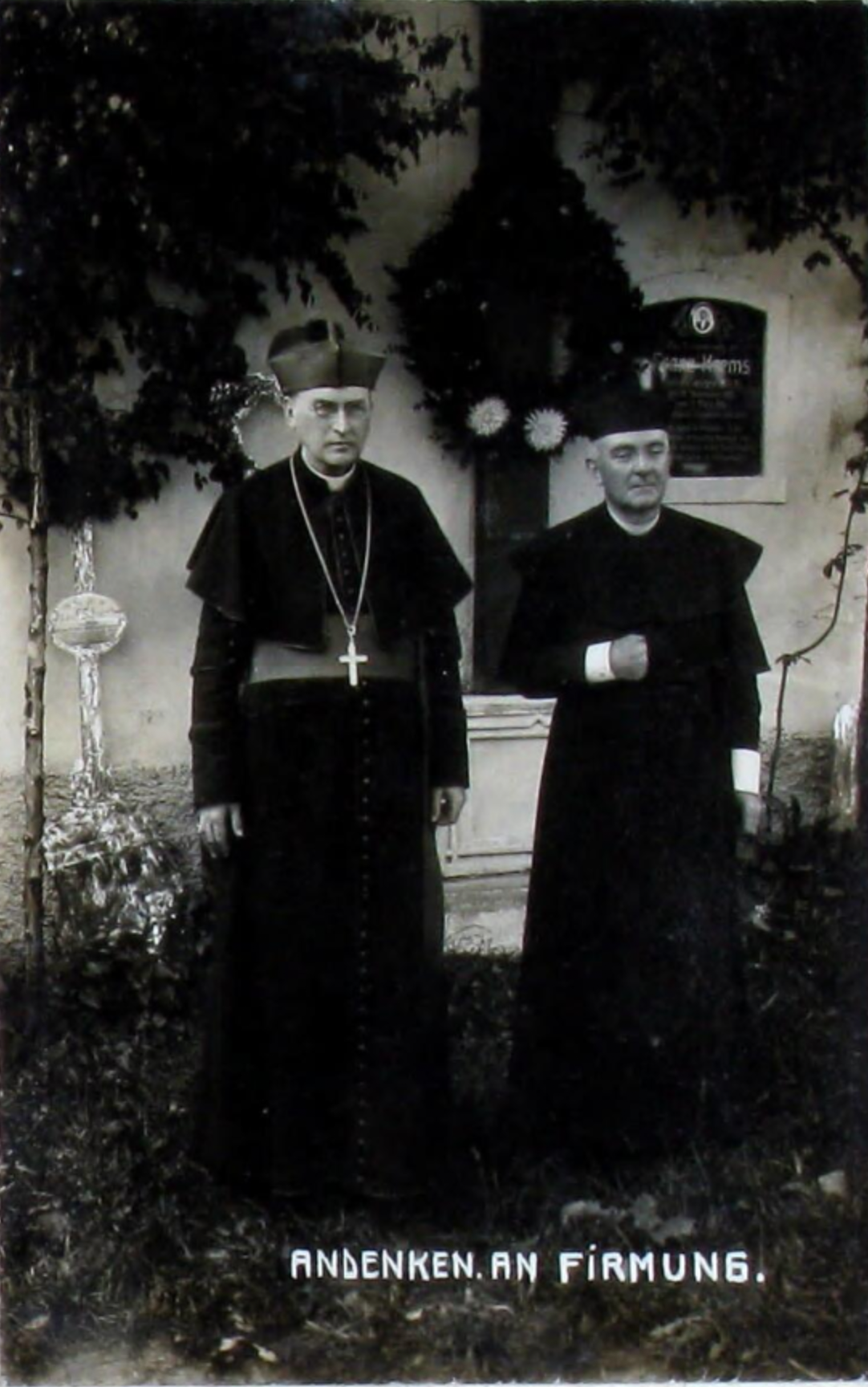
Bischof Josef Gross (1866–1931) und Dechant Franz Xaver Tobisch (1865–1934)

Franz Xaver Tobisch (* 9. November 1865 in Redenitz bei Kaaden; † 15. April 1934 in Klösterle an der Eger) war römisch-katholischer Geistlicher, Dechant, bischöflicher Notar und Schriftsteller.

## Leben
Tobisch wurde 1865 als Sohn des Wirtschaftsbesitzers und Gemeindevorstehers Anton Tobisch (1829–1912) und dessen Frau Theresia Ziener (1840–1914) geboren. Seine Mutter stammte über ihre Urgroßmutter Maria Clara Moritz geb. Tobisch (1759–1783) aus der böhmischen Bauern- und Gelehrtenfamilie Tobisch.
Er besuchte ab 1877 das Obergymnasium in Komotau und ab 1879 das Obergymnasium in Kaaden. Nach verkürztem Militärdienst als Einjährig-Freiwilliger trat er am 1. Oktober 1885 in das Priesterseminar in Leitmeritz ein. Am 16. Mai 1889 wurde er zum Priester geweiht und als Kaplan nach Klösterle an der Eger berufen. Später wurde er Katechet an der Bürgerschule in Dux. 1895 übernahm er kurzzeitig als Administrator die Seelsorgeeinheit Klösterle, ehe er 1896 Pfarrer in Wotsch an der Eger wurde. Er wirkte dort mehr als 30 Jahre als Pfarrer.
Neben seinen priesterlichen Pflichten widmete sich Tobisch sehr erfolgreich der Bienenzucht und war als Schriftsteller tätig. Unter dem Pseudonym Jung-Klaus verfasste er zahlreiche Gedichte, Lieder und Bücher. Sein 1909 veröffentlichtes Lehr- und Volksbuch der Bienenzucht wurde in mehrere Sprachen übersetzt und fand bei Imkern weltweit Beachtung. Außerdem verfasste er mehrfach Artikel für das Magazin Der Deutsche Imker und war mehrere Jahre als Redakteur tätig. 1935 erschien das Buch Biene und Blume: Lieder und Träume des Bienenvaters Jung-Klaus, in dem viele seiner Gedichte in böhmischer Mundart abgedruckt wurden.
Im Oktober 1930 wurde er aufgrund seiner schlechten gesundheitlichen Verfassung in den Ruhestand versetzt. Er starb am 15. April 1934 in Klösterle an der Eger.

## Dienstverhältnisse
- 13. November 1889 k.k. Militärkaplan der Reserve
- 19. Januar 1896 k.k. Militärkaplan für die Landwehr

## Veröffentlichungen (Auswahl)
Tobisch verfasste unter dem Pseudonym Jung-Klaus mehrere Bücher, Artikel und Gedichte.
- Jung-Klausens Sang aus Tal und Hang, 1906.[5]
- Jung-Klaus Lehr- und Volksbuch der Bienenzucht, 1909.
- Jung Klaus’ Volksbienenzucht: Ausgabe für alle Imker deutscher Zunge, 1922.
- Aus dem Immli-Wunderreiche, 1924.
- Biene und Blume: Lieder und Träume des Bienenvaters Jung-Klaus, 1935.